# دينوبا (كاليفورنيا)
دينوبا (بالإنجليزية: Dinuba)‏ هي إحدى مدن مقاطعة تولير. تم إعطاءها لقب مدينة في 6 يناير، 1906.

## أعلام
- إيرل كيم
- برايس ديويت
- إستر هيرنانديز
- ديف أودوم
- ميغيل كونتريرز